# Pterocles decoratus
Pterocles decoratus là một loài chim trong họ Pteroclidae.